# Lázaro Cárdenas, Tamaulipas
Lázaro Cárdenas är en ort i Mexiko.   Den ligger i kommunen Victoria och delstaten Tamaulipas, i den centrala delen av landet, 500 km norr om huvudstaden Mexico City. Lázaro Cárdenas ligger 263 meter över havet och antalet invånare är 244.
Terrängen runt Lázaro Cárdenas är platt åt nordost, men åt sydväst är den kuperad. Runt Lázaro Cárdenas är det ganska tätbefolkat, med 207 invånare per kvadratkilometer. Närmaste större samhälle är Ciudad Victoria, 5,0 km sydväst om Lázaro Cárdenas. Omgivningarna runt Lázaro Cárdenas är en mosaik av jordbruksmark och naturlig växtlighet.